# Supercoppa italiana 2006 (hockey su pista)
La Supercoppa italiana 2006 è stata la 2ª edizione dell'omonima competizione italiana di hockey su pista. Il torneo ha avuto luogo presso la Pista Armeni di Follonica il 9 settembre 2006.
Il trofeo è stato conquistato dal Follonica per la seconda volta nella sua storia.

## Squadre partecipanti
| Club            | Qualificazione                                | Partecipazioni precedenti (il grassetto indica la vittoria) |
| --------------- | --------------------------------------------- | ----------------------------------------------------------- |
| Follonica       | Vincitore della Serie A1 e della Coppa Italia | 2005                                                        |
| Prato Primavera | Finalista della Coppa Italia                  | Esordiente                                                  |

## Risultati
| Follonica 9 settembre 2006 | Follonica | 10 – 1             | Prato Primavera | Pista Armeni |
| \| \| \| \| \| Ale. Michielon ?'??" M. Bertolucci ?'??" E. Mariotti ?'??" M. Mariotti ?'??" Alb. Michielon ?'??" \| Marcatori \| ?'??" M. Tataranni \| |           |                    |                 |              |
| |           |                    |                 |              |
| Ale. Michielon ?'??" M. Bertolucci ?'??" E. Mariotti ?'??" M. Mariotti ?'??" Alb. Michielon ?'??"                                                      | Marcatori | ?'??" M. Tataranni |                 |              |

| Follonica        |  |                       |
|                  |  |                       |
| E                |  | Alessandro Bertolucci |
| E                |  | Mirko Bertolucci      |
| E                |  | Enrico Mariotti       |
| E                |  | Massimo Mariotti      |
| E                |  | Alberto Michielon     |
| E                |  | Alessandro Michielon  |
| P                |  | Guilherme Silva       |
| E                |  | Sérgio Silva          |
| P                |  | Andrea Tosi           |
| Allenatore:      |  |                       |
| Massimo Mariotti |  |                       |

| Prato Primavera   |  |                   |
|                   |  |                   |
| E                 |  | Valerio Antezza   |
| E                 |  | Franco Polverini  |
| P                 |  | Federico Stagi    |
| E                 |  | James Taylor      |
| E                 |  | Massimo Tataranni |
| Allenatore:       |  |                   |
| Enrico Bernardini |  |                   |